# Elio Di Rupo
Elio Di Rupo (Morlanwelz, 1951. július 18. –) belga szociáldemokrata politikus, a Szocialista Párt (PS) vezetője. 2011. december 6. és 2014. október 11. között Belgium miniszterelnöke volt.
Politikai pályafutást 1980-ban kezdte, de a belga szövetségi kormányba csak 1994-ben került be mint miniszterelnök helyettes és állami vállalatokért felelős miniszter, 1995-től gazdasági miniszter. 1999-ben a Parti Socialiste (PS) elnöke és egyben a vallon régió kormányának miniszterelnöke lett. A rákövetkező évben megválasztották Mons polgármesterének és ezt követően lemondott miniszterelnöki posztjáról. 2005-ben ismét a régió miniszterelnöke lett.
Miután 2007-ben a PS nagyarányú vereséget szenvedett az országos választásokon, ismét lemondott és minden erejét a PS újjászervezésére fordította. Ennek eredményeként a PS 2009-re ismét Vallónia legnagyobb politikai pártja lett. A 2010-es országos választások után hosszú ideig nem sikerült új kormányt alakítani a flamand és vallon pártok közötti nézeteltérések miatt. II. Albert belga király 2011-ben kérte fel kormányalakításra Di Rupót, aki 2011. december 5-én fejezte be a kormányalakítási tárgyalásokat és december 6-án tette le hivatali esküjét a király előtt.

## Életpályája

### Fiatalkora, tanulmányai
Di Rupo 1951. július 18-án született a vallóniai Morlanwelzben, olasz bevándorlók gyermekeként, testvérei még Olaszországban, San Valentino in Abruzzo Citeriore községben születtek. Apja egyéves korában meghalt, anyja egyedül nevelte fel hét gyermekét. Az anyagi nehézségek miatt három testvére egy közeli árvaházban nevelkedett. Di Rupo már gyerekként felismerte, hogy hátrányos helyzetén csak a tanuláson keresztül változtathat.
Diplomáját, majd doktorátusát vegyészként szerezte a monsi egyetemen. A szocialista mozgalommal egyetemi évei alatt került kapcsolatba.

### Politikai karrierje 1980 – 1994 között
Politikai karrierjét államtitkárként Jean-Maurice Dehousse kabinetjében kezdte, 1980-81-ben. Egy évvel később már megválasztották Mons város önkormányzati képviselőjévé (a tisztséget 1982-85, majd 1988-2000 között viselte). 1986-ban kinevezték az egészségügyért, a városfejlesztésért és a szociális ügyekért felelős polgármester-helyettesnek (échevin).
Ugyanakkor ebben az időben a vallon régió pénzügyminiszterének kabinetjében a vezetőhelyettesi posztot is betöltötte. 2000-ben Mons polgármesterévé választották.
Országos politikai karrierje 1987-ben indult, amikor a monsi választókerület képviselőjeként bekerült a belga képviselőházba. Az 1988-as helyi önkormányzati választásokon Monsban a szocialista lista legjobb eredményét érte el, azonban hamarosan támadások érték származása miatt. Részben ezért is indult az 1989-es európai parlamenti választásokon és 1989. június 18-án európai parlamenti képviselő lett.
Az 1991. november 24-i országos választásokon bejutott a belga szenátusba, a parlament felső házába, ahol egészen 1995. május 21-ig maradt. 1992. január 7. és 1994. január 26. között az oktatási miniszteri posztot töltötte be Bernard Anselme, majd Laurette Onkelinx vezette vallon kormányban. 1993. május 11. után a médiáért és az államigazgatásért felelős miniszteri posztot is betöltötte.

### Politikai karrierje 1994 után
1994. január 26-án Jean-Luc Dehaene belga miniszterelnök kinevezte miniszterelnök-helyettesnek, illetve a hírközlésért és az állami vállalatokért felelős miniszternek (elődje Guy Coëme volt, akinek az Agusta-ügyben játszott szerepe miatt kellett lemondani). Az 1995-ös választások után ismét tagja volt Dehaene második kormányának, a miniszterelnökség mellett megkapta a gazdasági és a hírközlési tárcát. Philippe Maystadt lemondása után 1998. június 19-től megkapta a külkereskedelmi tárcát is, ebben a minőségében kísérte el Fülöp belga koronaherceget külföldi látogatásaira.
Az országos politikai színtéren kritizálták hiányos hollandtudását, amit Di Rupo részben hallásproblémákkal, részben pedig tanulmányainak késői megkezdésével magyarázott.
Az 1999. június 13-i országos választások után (amelynek során megválasztották Mons-Soignies képviselőjének), Di Rupo volt a kormányalakítási tárgyalások egyik főszereplője, amelynek eredményeként megalakulhatott Guy Verhofstadt szocialista-liberális-zöld kormánya (a pártok színei – piros, kék és zöld – alapján szivárványos kormánynak is nevezték). Di Rupo azonban nem lett a szövetségi kormány tagja, hanem július 15-től a vallon régió kormányának miniszterelnöke lett és regionális szinten is megalkotta a szocialista, a liberális és a zöld pártok koalícióját.
1999 októberében a PS tagjai megválasztották a párt elnökének – három másik jelölttel szemben a 40 000 szavazat 71%-át kapta. Ugyanezen év novemberében lett a Szocialista Internacionálé alelnöke. 2000. április 4-én lemondott miniszterelnöki posztjáról, hogy a PS átszervezésének és modernizálásának szentelje magát.

### Mons polgármestereként
2000. október 8-án a helyi önkormányzati választásokon a PS nagy sikert aratott – Monsban megkapta a szavazatok 61,35%-át és ezt követően Di Rupo lett Mons polgármestere. 2002-ben II. Albert kinevezte államminiszternek.

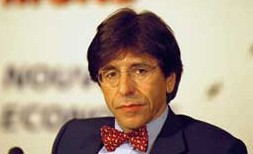
Elio di Rupo 2003-ban

A 2003-as országos választásokon a Di Rupo vezette PS jelentős sikert aratott Vallóniában és Brüsszelben is. Di Rupot megválasztották a hainaut-i választókerület képviselőjének. 2003. május 21-én II. Albert király kinevezte informatuer-nek, azaz megbízta a kormányalakítással. Di Rupo tárgyalásai eredményeként alakult meg 2003 júliusában az ún. ibolya kormány, amelyben a szocialisták és a liberális pártok kaptak helyet, de továbbra is Verhofstadt maradt a miniszterelnök.
2005. október 6-án ismét elfoglalta a vallon miniszterelnöki tisztséget, miután Jean-Claude Van Cauwenberghe, aki 2000-ben tőle vette át a posztot, lemondott. A regionális szinten nem követte az országos koalíciót, hanem a kereszténydemokrata cdH-val lépett koalícióra. Mivel a miniszterelnökség és a szocialista párt vezetése lényegében minden idejét felemésztette, a monsi polgármesteri tisztséget előbb helyettese, Jean-Claude Carpentier, majd annak halála után Richard Biefnot önkormányzati képviselő látta el.
A 2006. október 8-i helyi önkormányzati választásokon Monsban a PS közel 10% százalékkal kevesebb szavazatot kapott és három képviselői helyet elvesztett, Di Rupo-ra pedig közel 30%-kal kevesebben szavaztak, mint 2000-ben. Ennek ellenére sikerült megtartania mind a vallon miniszterelnöki tisztséget, mind Mons polgármesteri posztját (ahol Catherine Houdart helyettesítette).

### Vereség, válság, újraválasztás 2007-ben
A 2007-es országos választások a PS vereségét hozták: a vallon régióban a szavazatok 29,5%-ával a második helyre csúsztak vissza a 31,2%-kal első Reform Mozgalom (Mouvement Reformateur) mögé. Mivel a PS vereségét többek között a párt helyi szervezeteit megrázó korrupciós botrányok okozták, július 11-én Di Rupo bejelentette, hogy felfüggesztette a Charleroi városban működő szocialista pártszervezetet és lemondásra szólította fel a polgármester Léon Casaert-et és minden szocialista helyi képviselőt (amire másnap, 12-én került sor).
Június 13-án a PS régi elnöke, Guy Spitaels felszólította Di Rupot, hogy hagyjon fel a pozíciók halmozásával és döntse el, mi akar lenni: szocialista pártelnök, monsi polgármester vagy vallon miniszterelnök. Másnap, 14-én Di Rupo bejelentette, hogy harcba száll a pártelnöki tisztségért (a választást októberről júliusra hozták előre a választási vereség miatt) és azt hogy lemond a miniszterelnökségről, ahogy megválasztják. 2007. július 11-én a korrupciós botrányok ellenére a szocialista párt 89,5%-os többséggel ismét megválasztotta elnökének. Ígéretéhez híven 19-én lemondott a vallon miniszterelnökségről Rudy Demotte javára, de továbbra is megtartotta helyét a belga képviselőházban és továbbra is Mons polgármestere maradt.
A 2007-es választások után hat hónapig tartottak a kormányalakítási tárgyalások a vallon és flamand pártok között, hogy megalakítsák narancskék koalíciót liberális, kereszténydemokrata és flamand nacionalista pártok részvételével. A tárgyalások elhúzódása súlyos intézményi válságot okozott Belgiumban. A válságot csak 2007. december 21-én a PS bevonásával lehetett megoldani és megalakult Guy Verhofstadt 3. kormánya (és amely csak a következő év március 28-ig működött).

### Visszatérés 2009-ben
A 2009. június 7-i országos választásokon a PS visszaszerezte korábbi elsőségét Vallóniában és a kereszténydemokratákkal, illetve a zöldekkel alakított koalíciós kormányt. Di Rupo ekkor Rudy Demotte-ot nevezte ki a vallon régió és a Belgiumi Francia Közösség elnökének. Di Rupo lemondott a belga képviselőházi helyéről, hogy a vallon régió parlamentjének képviselője lehessen.

### A 2010-es választások és a kormányalakítási válság
A 2010. június 13-án tartott előrehozott parlamenti választások során a PS megőrizte elsőbbségét a vallon régióban és országos szinten a szocialista pártok között. Di Rupo a választások után lemondott képviselői helyéről a vallon parlamentben, hogy el tudja foglalni helyét a belga képviselőházban. 2010. július 8-án II. Albert megbízta DI Rupot, hogy vezesse a kormányalakítási tárgyalásokat, miután a flamand nacionalista Bart De Wever nem járt sikerrel.
Azonban 2010. augusztus 29-én Di Rupo bejelentette lemondását, de a király nem fogadta el és utasította, hogy találjon megoldást szövetségi szintén két égető problémára: a Brüsszel-Halle-Vilvoorde választókerület és Brüsszel finanszírozásának kérdésére. Az utolsó tárgyaláson Di Rupo javaslatát azonban a flamand nacionalista pártok, a CD&V és De Wever pártja, az N-VA elutasította és ekkor már II. Albert is elfogadta Di Rupo lemondását.
2011. május 16-án kérte fel ismét II. Albert Di Rupot, hogy vezesse le a belga szövetségi állam reformját célzó tárgyalásokat és ezt követően alakítson kormányt. Di Rupo ekkor az országos szinten jelentős kilenc párt vezetőivel egyeztetett. Időközben, május 28-án a szavazatok 96,7%-ával újból megválasztották a PS elnökének.
Di Rupo július 4-én adta át jelentését a királynak, amelyben felvázolta a reformtervezetet. Három nappal később azonban De Wever elutasította a tervet és elhagyta a tárgyalóasztalt. Szeptember 14-én Di Rupo vezetésével a maradék nyolc párt újrakezdte a tárgyalásokat az intézményi és pénzügyi reformról és október 13-án Di Rupo felvázolta II. Albertnak a kialakult kompromisszumot és az általa kialakított kormány összetételét: a vallón szocialista PS és a flamand szocialista Sp.a párt, a liberális MR (frankofón) és Open VLD (flamand), illetve a kereszténydemokrata CDH (vallon) és CD&V (flamand). A zöld Ecolo és Groen! pártok kimaradtak a kormányból, mivel az Open VLD nem vállalta velük az együttműködést.
November 21-én Di Rupo ismét bejelentette lemondását, mivel továbbra sem sikerült megállapodást találni a szövetségi költségvetés reformjára. II. Albert ismét elutasította a lemondást és felkérte Di Rupot, hogy fejezze be a kormányalakítási tárgyalásokat. November 26-án sikerült megegyezésre jutni és a király felkérte Di Rupot a kormányalakításra.

## Miniszterelnöksége
2011. december 6-án tette le miniszterelnöki esküjét II. Albert előtt, és másnap, december 7-én jelentette be kormánya összetételét.

### A Di Rupo-kormány összetétele
| Poszt | Név | Név                      | Párt     | Nyelv   |
| --- | --- | ------------------------ | -------- | ------- |
| Miniszterelnök |     | Elio Di Rupo             | PS       | Vallon  |
| Miniszterek |     |                          |          |         |
| Miniszterelnök-helyettes Pénzügyminiszter Közigazgatási miniszter                                                                                           |     | Steven Vanackere         | CD&V     | Flamand |
| Miniszterelnök-helyettes Külügyi, külkereskedelmi és európai ügyekért felelős miniszter                                                                     |     | Didier Reynders          | MR       | Vallon  |
| Miniszterelnök-helyettes Gazdasági, fogyasztóvédelmi és az Északi-tengerért felelős miniszter                                                               |     | Johan Vande Lanotte      | SP.A     | Flamand |
| Miniszterelnök-helyettes Nyugdíjügyi miniszter |     | Vincent Van Quickenborne | Open VLD | Flamand |
| Miniszterelnök-helyettes Belügyminiszter |     | Joëlle Milquet           | CDH      | Vallon  |
| Miniszterelnök-helyettes Szociális és közegészségügyi miniszter A Beliris projektért és a szövetségi kulturális intézetekért felelős miniszter              |     | Laurette Onkelinx        | PS       | Vallon  |
| A középosztályért, a kis- és középvállalkozásokért és a mezőgazdaságért felelős miniszter                                                                   |     | Sabine Laruelle          | MR       | Vallon  |
| Honvédelmi miniszter |     | Pieter De Crem           | CD&V     | Flamand |
| Állami vállalatokért, kutatáspolitikáért és a fejlesztési együttműködésért felelős miniszter Nagyvárosokért felelős miniszter                               |     | Paul Magnette            | PS       | Vallon  |
| Igazságügy miniszter |     | Annemie Turtelboom       | Open VLD | Flamand |
| Költségvetési és adminisztrációs reformért felelős miniszter                                                                                                |     | Olivier Chastel          | MR       | Vallon  |
| Foglalkoztatásügyi miniszter |     | Monica De Coninck        | SP.A     | Flamand |
| Államtitkárok |     |                          |          |         |
| Környezetvédelmi, energiaügyi és mobilitásügyi államtitkár A belügyminiszter mellett Az intézményi reformokért felelős államtitkár A miniszterelnök mellett |     | Melchior Wathelet        | CDH      | Vallon  |
| Szociális ügyekért, családokért és mozgássérültekért felelős államtitkár A szociális miniszter mellett                                                      |     | Philippe Courard         | PS       | Vallon  |
| Az intézményi reformokért felelős államtitkár A miniszterelnök mellett Épületgazdálkodásért felelős államtitkár A pénzügyminiszter mellett                  |     | Servais Verherstraeten   | CD&V     | Flamand |
| Menekültügyi, bevándorlásügyi és integrációs államtitkár Az igazságügy miniszter mellett                                                                    |     | Maggie De Block          | Open VLD | Flamand |
| A közigazgatásért és a közszolgálati reformért felelős államtitkár A pénzügyminiszter mellett                                                               |     | Hendrik Bogaert          | CD&V     | Flamand |
| A szociális és adócsalás elleni küzdelemért felelős államtitkár A miniszterelnök mellett                                                                    |     | John Crombez             | SP.A     | Flamand |

## Magánélete
Di Rupo homoszexualitását 1996-ban vállalta fel, miután a Dutroux-ügyben Olivier Trusgnach, egy fiatal homoszexuális azzal vádolta meg, hogy még gyermekként szexuális kapcsolatra lépett vele. A vád alól Di Rupót végül felmentették. Amikor az újságírók megkérdezték homoszexuális-e, így válaszolt: „Igen, és?” Ebben az időszakban nyíltan beszélt szexuális orientációjáról, ami saját bevallása szerint példát mutatott.
Di Rupo az első belga politikusa, aki felvállalta homoszexualitását, és az Európai Unió tagállamainak első meleg miniszterelnöke. Az izlandi Jóhanna Sigurðardóttir után Di Rupo a világon a második miniszterelnök (és az első férfi ezen a poszton), aki felvállalta homoszexualitását.